# 曲げ剛性
曲げ剛性（英語: Flexural rigidity）とは、はり部材の曲げ変形のしにくさを示す指標で、部材の断面形状と大きさで決まる断面二次モーメントIと、その材料のヤング率Eとの積EIで表される。曲げこわさともいう。

## 棒の曲げ剛性
はり部材や円柱の曲げ剛性(EI)は、長さを{\displaystyle x}とした以下のような式で定義される:
{\displaystyle \ EI{dy \over dx}\ =\int _{0}^{x}M(x)dx+C_{1}}
ここで、{\displaystyle E}はヤング率 (Pa)、{\displaystyle I}は断面二次モーメント (m4)、{\displaystyle y}は任意の{\displaystyle x}における材料の横方向の変位、{\displaystyle M(x)}は任意の{\displaystyle x}におけるモーメントである。
曲げ剛性のSI単位はPa·m4であり、これはN·m²に等しい。